# (339) Dorothea
(339) Dorothea – planetoida z grupy pasa głównego asteroid okrążająca Słońce w ciągu 5 lat i 85 dni w średniej odległości 3,01 au. Została odkryta 25 września 1892 roku w Landessternwarte Heidelberg-Königstuhl, w Heidelbergu przez Maxa Wolfa. Nazwa planetoidy pochodzi od imienia Dorothei Klumpke Roberts (1861-1942), astronom urodzonej w San Francisco. Przed jej nadaniem planetoida nosiła oznaczenie tymczasowe (339) 1892 G.